# 南非的健康差异
南非不同种族群体之间的社会经济地位差距，是导致健康差异的关键因素之一。作为少数群体的南非白人，其整体健康状况优于占多数的南非黑人。白人南非人在医疗服务的可及性和健康结果方面普遍优于其他种族群体，而黑人和有色人整体健康状况较差，且在很大程度上无法获得南非的私人医疗体系服务。

## 南非的社会经济地位
社会经济地位是衡量个人或群体经济与社会状况的指标，是导致人口健康不平等的重要根源之一，也是健康结果的预测因素。社会经济地位的关键构成要素包括教育水平、家庭收入、就业状况以及物质资源。具有较高社会经济地位的群体通常能够自费治疗，因此享有更好的医疗服务可及性和更佳的整体健康结果。相比之下，社会经济地位较低的群体由于缺乏优质医疗资源的可及性及经济能力，往往面临较差的健康状况。南非2020年的基尼系数为62.73，是全球基尼系数最高的国家之一，反映出该国收入不平等的现象极为严重。
南非收入最高的前20%人口占据了全国70%的收入，而这一群体主要由白人南非人构成。考虑到南非人口中黑人占76%、白人占9%、有色人占9%，而印度裔南非人则占2%，白人南非人通常具有较高的社会经济地位。与此同时，白人南非人的整体健康状况也优于其他种族群体。社会经济地位所导致的健康不平等也呈现出种族分化的趋势，黑人南非人在教育水平、家庭收入、就业率和物质资源等方面，均明显低于南非的其他主要种族群体。

## 地域健康差异
地理位置的差异会影响人们获得优质医疗服务的能力。南非的医疗专业人员主要集中在城市中心，导致农村地区医疗服务不足。在农村地区，医疗机构通常面临人员短缺、物资匮乏，且无法开展与城市医疗机构同等级的诊疗项目的问题。在南非，居住在农村地区的人口占全国总人口的44%，但仅由全国12%的医生提供医疗服务。该国城市居民距离最近的诊所平均仅为2公里，而农村居民的平均距离则超过5公里。居住在偏远地区的人们表示，前往医疗机构的交通费用和耗时是他们就医的重要障碍。考虑到南非收入最少的五分之一人口的居住在距离医疗设施最远（而且很可能居住在农村省份）的地方，这进一步加剧了对其健康状况的负面影响。

## 种族健康差异
在后种族隔离时代的南非，五大主要种族群体之间的健康差异仍然持续存在。在2018年的一项针对50岁及以上南非人的研究中显示，南非黑人的认知功能显著较差。有色人在高血压、关节炎、中风以及视力问题方面的患病率也不成比例地高于其他种族群体。相比之下，亚洲裔和南非白人自评的健康状况更高，但糖尿病患病率也更高。这一点与美国的种族群体研究结果类似。
此外，社会经济因素也是阻碍南非黑人和有色人就医的重要原因。超过40%的黑人和23%的有色人表示由于此类因素放弃常规医疗服务，而这一比例在白人和亚洲裔群体中分别仅为11%和7%。在献血方面，南非黑人也明显代表性不足，导致潜在的血型表型供应失衡。研究表明，亲社会动机（如利他主义）以及有针对性的宣传是促进黑人献血的动因，而恐惧、缺乏认知和对献血过程中的种族歧视则是主要障碍。
此外，南非城市中的黑人和有色人社区往往基础设施差、安全性不足、犯罪率高，这是种族隔离政策遗留下来的问题。研究表明，较差的生活环境是导致健康状况不佳的一个重要因素。

## 政府为消除健康差异采取的措施

### 国家医疗保险
2012年，南非政府通过了《国家健康保险法案》。该法案旨在通过建立由公共资金支持的国家健康保险计划，实现全民医疗保障，为所有南非人提供具有可及性的医疗服务。这一计划旨在消除因社会经济地位带来的医疗保险障碍，缩小当前双轨制医疗体系中的差距。在1996年至2006年间，私人部门与公共部门个人医疗支出之间的差距翻了一番。到了2016年，拥有私人医疗保险的个人医疗支出是拥有公共医疗保险者的三倍以上。目前仅有16%的人口使用私人医疗系统，而其余84%的人口则依赖公共医疗系统。南非黑人主要使用公共部门的医疗服务，他们占所有公共部门医疗服务使用者的75%。

### 艾滋病毒咨询和检测活动
根据世界银行的数据，2020年南非15至49岁人群中有19.1%HIV病毒呈阳性，使得南非为全球患病率最高的国家之一。为了减少HIV传播并提高全国检测率，南非政府于2010年启动了“HIV咨询与检测运动”。在该项目启动之前，已有超过50万名患者获得了抗逆转录病毒治疗。截至2013年，该项目已为超过60万名参与者提供抗逆转录病毒治疗。此外，该项目在两年内将接受抗逆转录病毒治疗培训的护士人数从250人增加至10,500人。根据2012年的一项研究显示，参与该项目的患者更倾向于向他人公开自己的HIV感染状况，有助于提升公众认知并遏制病毒传播。该项目还显著提高了年轻黑人男性群体的检测率。